# Força Popular
O Força Popular, fundado como Força 2011, é um partido político do Peru.
Fundado por Keiko Fujimori em 2009, mas oficializado em 21 de março de 2010, visava disputar as eleições gerais peruanas de 2011. Sua ideologia é conservadora e é situado à direita no espectro político. Seu símbolo é um quadrado negro com um círculo laranja no interior contendo a letra K, letra inicial do nome de sua fundadora.

## Eleições gerais de 2011
Nas eleições gerais no Peru em 2011 obteve 37 assentos no Congresso Nacional Peruano, sendo o segundo maior grupo partidário.  Disputou o segundo turno presidencial, mas sem êxito, com Keiko.